# 3 Heures d'Helsinki FIA GT 1997
Les 3 Heures d'Helsinki 1997 FIA GT (FIA Grand Touring Championship Helsinki), disputées le 25 mai 1997 sur le circuit d'Helsinki, est la troisième manche du championnat FIA GT 1997.

## Course

### Classement de la course
Classement à l'issue de la course (vainqueurs de catégorie en gras), :
| Pos.   | Catégorie | N° | Écurie                                   | Pilotes                                                     | Châssis                      | Pneus | Tours |
| Pos.   | Catégorie | N° | Écurie                                   | Pilotes                                                     | Moteur                       | Pneus | Tours |
| ------ | --------- | -- | ---------------------------------------- | ----------------------------------------------------------- | ---------------------------- | ----- | ----- |
| 1      | GT1       | 8  | BMW Motorsport Schnitzer Motorsport      | JJ Lehto Steve Soper                                        | McLaren F1 GTR               | M     | 113   |
| 1      | GT1       | 8  | BMW Motorsport Schnitzer Motorsport      | JJ Lehto Steve Soper                                        | BMW S70 6.0L V12             | M     | 113   |
| 2      | GT1       | 16 | Roock Racing                             | Ralf Kelleners Stéphane Ortelli                             | Porsche 911 GT1              | M     | 110   |
| 2      | GT1       | 16 | Roock Racing                             | Ralf Kelleners Stéphane Ortelli                             | Porsche 3.2L Turbo Flat-6    | M     | 110   |
| 3      | GT1       | 2  | Gulf Team Davidoff GTC Racing            | Thomas Bscher John Nielsen                                  | McLaren F1 GTR               | M     | 110   |
| 3      | GT1       | 2  | Gulf Team Davidoff GTC Racing            | Thomas Bscher John Nielsen                                  | BMW S70 6.0L V12             | M     | 110   |
| 4      | GT1       | 1  | Gulf Team Davidoff GTC Racing            | Andrew Gilbert-Scott Jean-Marc Gounon Pierre-Henri Raphanel | McLaren F1 GTR               | M     | 109   |
| 4      | GT1       | 1  | Gulf Team Davidoff GTC Racing            | Andrew Gilbert-Scott Jean-Marc Gounon Pierre-Henri Raphanel | BMW S70 6.0L V12             | M     | 109   |
| 5      | GT1       | 24 | GBF UK Ltd.                              | Mauro Martini Andrea Boldrini                               | Lotus Elise GT1              | M     | 109   |
| 5      | GT1       | 24 | GBF UK Ltd.                              | Mauro Martini Andrea Boldrini                               | Lotus 3.5L Turbo V8          | M     | 109   |
| 6      | GT1       | 22 | BMS Scuderia Italia                      | Pierluigi Martini Christian Pescatori                       | Porsche 911 GT1              | P     | 108   |
| 6      | GT1       | 22 | BMS Scuderia Italia                      | Pierluigi Martini Christian Pescatori                       | Porsche 3.2L Turbo Flat-6    | P     | 108   |
| 7      | GT1       | 26 | Konrad Motorsport                        | Franz Konrad Mauro Baldi Max Angelelli                      | Porsche 911 GT1              | P     | 108   |
| 7      | GT1       | 26 | Konrad Motorsport                        | Franz Konrad Mauro Baldi Max Angelelli                      | Porsche 3.2L Turbo Flat-6    | P     | 108   |
| 8      | GT1       | 11 | AMG-Mercedes                             | Bernd Schneider Alexander Wurz                              | Mercedes-Benz CLK GTR        | B     | 107   |
| 8      | GT1       | 11 | AMG-Mercedes                             | Bernd Schneider Alexander Wurz                              | Mercedes-Benz LS600 6.0L V12 | B     | 107   |
| 9      | GT2       | 56 | Roock Racing                             | Claudia Hürtgen Bruno Eichmann Ni Amorim                    | Porsche 911 GT2              | M     | 106   |
| 9      | GT2       | 56 | Roock Racing                             | Claudia Hürtgen Bruno Eichmann Ni Amorim                    | Porsche 3.6L Turbo Flat-6    | M     | 106   |
| 10     | GT2       | 59 | Marcos Racing International              | Cor Euser Harald Becker                                     | Marcos LM600                 | D     | 106   |
| 10     | GT2       | 59 | Marcos Racing International              | Cor Euser Harald Becker                                     | Chevrolet 5.9L V8            | D     | 106   |
| 11     | GT1       | 31 | Augustin Motorsport                      | Karl Augustin Horst Felbermayr Stefano Buttiero             | Porsche 911 GT2 Evo          | G     | 103   |
| 11     | GT1       | 31 | Augustin Motorsport                      | Karl Augustin Horst Felbermayr Stefano Buttiero             | Porsche 3.6L Turbo Flat-6    | G     | 103   |
| 12     | GT2       | 63 | Krauss Motorsport                        | Michael Trunk Bernhard Müller                               | Porsche 911 GT2              | P     | 103   |
| 12     | GT2       | 63 | Krauss Motorsport                        | Michael Trunk Bernhard Müller                               | Porsche 3.6L Turbo Flat-6    | P     | 103   |
| 13     | GT1       | 9  | BMW Motorsport Schnitzer Motorsport      | Peter Kox Roberto Ravaglia                                  | McLaren F1 GTR               | M     | 101   |
| 13     | GT1       | 9  | BMW Motorsport Schnitzer Motorsport      | Peter Kox Roberto Ravaglia                                  | BMW S70 6.0L V12             | M     | 101   |
| 14     | GT2       | 53 | Chamberlain Engineering                  | Pertti Lievonen Jari Nurminen                               | Chrysler Viper GTS-R         | G     | 100   |
| 14     | GT2       | 53 | Chamberlain Engineering                  | Pertti Lievonen Jari Nurminen                               | Chrysler 8.0L V10            | G     | 100   |
| 15     | GT2       | 55 | Augustin Motorsport                      | Manfred Jurasz Helmut Reis Wido Rössler                     | Porsche 911 GT2              | G     | 100   |
| 15     | GT2       | 55 | Augustin Motorsport                      | Manfred Jurasz Helmut Reis Wido Rössler                     | Porsche 3.6L Turbo Flat-6    | G     | 100   |
| 16     | GT1       | 10 | AMG-Mercedes                             | Klaus Ludwig Alessandro Nannini                             | Mercedes-Benz CLK GTR        | B     | 98    |
| 16     | GT1       | 10 | AMG-Mercedes                             | Klaus Ludwig Alessandro Nannini                             | Mercedes-Benz LS600 6.0L V12 | B     | 98    |
| 17     | GT1       | 15 | Lotus Racing Franck Muller Giroix Racing | Fabien Giroix Ratanakul Prutirat Jean-Denis Delétraz        | Lotus Elise GT1              | P     | 97    |
| 17     | GT1       | 15 | Lotus Racing Franck Muller Giroix Racing | Fabien Giroix Ratanakul Prutirat Jean-Denis Delétraz        | Chevrolet LT5 6.0L V8        | P     | 97    |
| 18     | GT2       | 69 | Proton Competition                       | Gerold Ried Patrick Vuillaume                               | Porsche 911 GT2              | P     | 94    |
| 18     | GT2       | 69 | Proton Competition                       | Gerold Ried Patrick Vuillaume                               | Porsche 3.6L Turbo Flat-6    | P     | 94    |
| 19     | GT2       | 60 | Marcos Racing International              | Ville-Pertti Teuronen Teijo Lahti                           | Marcos LM600                 | D     | 93    |
| 19     | GT2       | 60 | Marcos Racing International              | Ville-Pertti Teuronen Teijo Lahti                           | Chevrolet 5.9L V8            | D     | 93    |
| 20     | GT1       | 23 | GBF UK Ltd.                              | Luca Badoer Mimmo Schiattarella                             | Lotus Elise GT1              | M     | 83    |
| 20     | GT1       | 23 | GBF UK Ltd.                              | Luca Badoer Mimmo Schiattarella                             | Lotus 3.5L Turbo V8          | M     | 83    |
| 21 DNF | GT2       | 57 | Roock Racing                             | François Lafon Jean-Pierre Jarier                           | Porsche 911 GT2              | M     | 65    |
| 21 DNF | GT2       | 57 | Roock Racing                             | François Lafon Jean-Pierre Jarier                           | Porsche 3.6L Turbo Flat-6    | M     | 65    |
| 22 DNF | GT2       | 80 | Morgan Motor Company                     | Charles Morgan William Wykeham                              | Morgan Plus 8 GTR            | D     | 31    |
| 22 DNF | GT2       | 80 | Morgan Motor Company                     | Charles Morgan William Wykeham                              | Rover V8 3.9L V8             | D     | 31    |
| 23 DNF | GT2       | 66 | Konrad Motorsport                        | Michel Ligonnet Marco Spinelli Toni Seiler                  | Porsche 911 GT2              | P     | 30    |
| 23 DNF | GT2       | 66 | Konrad Motorsport                        | Michel Ligonnet Marco Spinelli Toni Seiler                  | Porsche 3.6L Turbo Flat-6    | P     | 30    |